# Yuri Olesha
Yuri Kárlovich Olesha (Юрий Карлович Олеша, Elizavetgrado, actual Kirovogrado, 1899 - Moscú, 10 de mayo de 1960) fue un escritor ruso nacido en Ucrania.
Perteneciente a una familia noble de origen polaco, Olesha estudió en la Universidad de Novoróssiya en 1916-1918, sirvió en el Ejército Rojo y ejerció como periodista. En 1922 se instaló en Moscú y empezó a colaborar en el periódico Gudok, junto a los también escritores Mijaíl Bulgákov e Ilf y Petrov.
En 1922 sus padres emigraron a Polonia, pero Yuri Olesha no los acompañó. 
Olesha es autor de las novelas satíricas La envidia (1927), novela-cuento Los tres gordinflones (1928) y de la comedia La lista de las recompensas (1931).
Vsévolod Meyerhold intentó poner La lista de las recompensas en escena, pero la comedia fue prohibida, porque se parecía a la lista de delitos del poder soviético. Después de "La lista de las recompensas" no pudo publicar casi nada y sufrió intimidación. 

## Adaptaciones cinematográficas
- 1971: Fuego (Огонь), cortometraje de dibujos animados producido por los estudios Soyuzmultfilm y dirigido por Valentina Brumberg (Валентина Брумберг, 1899 - 1975) y Zinaida Brumberg (Зинаида Брумберг, 1900 - 1983).[1]

- Yuri Olesha en Internet Movie Database.